# 華商
華商，是指擁有華人背景，同時是個股份由華人掌握的工商企業的經營者，而海外華商、世界華商或國際華商則是特別專指海外華人的工商企業經營者。華商除了涉及傳統的金融、商貿與製造業外，也積極開拓博彩、娛樂和服務業等新興市場。部份報導將華人、阿拉伯人及猶太人喻為世界移民族群的三大金融力量。

## 辞源
「商」，在古時是指行走各地進行買賣活動的人，「賈」，則是指在固定場所從事買賣活動的人，兩者合稱為「行商坐賈」，也就是「商人」。清廷與外國列强簽定不平等條約之後，大批外國商人開始進入中國，當時就有了「華商」一詞，主要是為了與「洋商」或「外商」有所區別。在外國商人進入中國的同時，也有大批的中國人開始僑居海外，這些移居海外的華僑以及他們的後代，有從事商貿活動的，也被稱為「華商」。

## 海外華商的分布情况
華商的分布與華人人口分布比率息息相關，據2003年估計，全球海外華人人口約有4千萬人，以亞洲最多，然後依次為美洲、歐洲、大洋洲和非洲，在超過100個國家皆有規模大小不一的華商企業和組織。 《亞洲週刊》的「國際華商五百排名」則是以香港、台湾、新加坡、馬來西亞、泰國、印度尼西亞及菲律賓等地的企業家為主。

### 海外華商的資本
海外華商企業的資本來源主要可以分為兩種，一種是企業家本身一點一滴逐步累積而來的，也就是俗稱的「白手興家」；另一種則是在中國戰亂以後，由中國、台湾或香港企業家投資在海外的「身家」。
由於海外華商分布在超過100個國家，而且主要是資產情况保密的小商人，所以資本無法成為一個整體。2007年9月在日本大阪舉行的第九届世界華商大會上，就有人提出「世界華商總資產有6萬億美元」的說法，但是並沒有提出具體的計算方式。而在有基础的統計下，保守估計海外華商的總資產約是3.7萬億美元。這些統計數字雖然是一種推斷的結論，但是足以反映海外華商擁有可觀的經濟實力。

## 經濟市場
市場是企業與消費者之間進行交易的場所，這種交易可以是指有形的產品交易，也可以是指沒有實體的服務交易，而負責聯繫這些市場的體系則被稱為「市場經濟」、「市場體系」或「市場機制」。市場體系將市場的結構劃分為：國際市場（包括世界市場、國際區域市場和外國市場）與國內市場、統一市場（即全國市場）與區域市場（即地方市場）、城市市場與鄉村市場等不同層次，華商主要的市場包括以下幾種。
全球市場
華人自19世紀中葉開始大規模遷徙海外，據2003年估計，海外華人約有4千萬人口，其中有部份在世界範圍內從事各種商貿活動的，被稱為「世界華商」。據估計，海外華人的資產約有1.5-2萬億美元，被喻為是世界移民族群的三大金融力量之一。
中國市場
自2002年，中國成為世界貿易組織的成員以後，中國被認定為是一個强大的新興經濟市場，海外華商藉著與中國既有的連帶關係，不僅僅只是為自身帶來經濟利益，同時也為所在國扮演仲介者的角色。
大中華市場
大中華地區是指兩岸四地的經濟市場，由於東南亞的地理位置靠近兩岸，同時是兩岸四地以外最多華人聚集的地區，所以有時候也會把東南亞國家列入大中華地區內。基於政治上的敏感性，一些經濟學者提出了「中國人共同體」、「華人共同市場」、「大中華共同市場」、「亞洲華人共同市場」、「兩岸共同市場」等概念和構思。
華人市場
華人地區是一個基於大中華地區的說法，指的是包括大中華地區、東南亞國家和其他海外華人聚集地在內的經濟市場。
本國市場
本國市場是指海外企業家所在地區的經濟市場，鑒於國際形勢的演變，海外華人後裔的社會地位有顕著的提昇，新生代已普遍融入主流社群，如今多從事商貿、產品製造、金融和服務等行業。以美國市場為例，美國商務部普查局發表的《1997年經濟普查》顕示，在亞太裔企業創造的3,069億美元收益當中，華商企業占了28%，企業營業的平均成長率甚至超越美國本土企業。
華埠
華埠，又稱為唐人街或中國城，是老一輩華僑在海外城市的聚集區，早期的華僑主要從事的行業有餐館、洗衣、雜貨和其他小型工業。現在，新生代的活動範圍已經不再是局限於華埠，土生土長的一代和新移民憑著專業的背景融入了主流社區，所從事的行業也從過去的餐館、洗衣等演進到超市、房地産、保險、金融、國際貿易、通訊、運輸、物流和高科技產品製造等行業。

## 華商與社團組織
中國封建時代奉行「重農抑商」的政策，民間以農業為本，對商業貿易的需求不高。但是隨著外交的發展，商人的增加，以及民族成分的復雜化，在唐宋時期開始出現有規制體系的商貿組織。目前所知，中國封建時代最早的商業組織是宋朝的「行」。「行」的領袖稱為「行頭」或「行老」，「行」有制定產品市場價格的決定權，同時代表官府收取商税，相當於現在的同業公會，但又具有官府的性質。到了明清時期，商貿活動進一步擴大，商人的勢力進一步擴張，於是出現了「會馆」和「公所」，作為商人聯絡感情和交换情報的場所。

### 封建時代的「幫會」
「幫會」是封建時代民間自發組織的互助團體，「幫」，是「幫忙、幫助」的意思；「會」，是「聚集在一起」的意思，合二為一就是「互不認識的人聚集在一起，彼此之間互相幫助。」而封建時代最早出現的幫會就是「商幫」，「商幫」主要有源於業務性質（如絲幫、茶幫、鹽幫……）、同鄉關係（如福建幫、廣東幫……）或販運貿易（如船幫、馬幫、駝幫……）。在各地的商幫中，舉足輕重的有包括晉幫、徽幫、潮幫等在內的十大商幫。
明末清初，一些失業手工業者、破產農民或反清人士為了政治或生活上的需要，混入或組織各種幫會，因為這些幫會的封建性質容易被反動者利用，再加上吸納的成員良莠不齊，有些幫會最終墮落成為流氓幫派。今日黑幫行話中，就可以找到「江湖」、「碼頭」等來自幫會的術語。

### 明清時代的「會馆」和「公所」
「會馆」，也稱為「公所」，是明清時代出現的一種公共組織。按功能和性質不同，有地域性和行業性兩種。地域會馆的主要功能是提供鄉親們聯絡情誼的聚會場所，此外，也有祭神和辦慈善的功用。行業會馆則是工商同業者的組織，大多有制定行規、制定商品價格、制度量衡、招收學徒、救助同業的規定。

### 清治臺灣的「郊」
「郊」是清治臺灣時期的商業公會組織，隸屬該公會組織的商家行號，稱為「郊商」。「郊」一詞與「交關」有關，意指交易。歷史學者黃典權認為，貿易商因夜晚無法入城，而在城郊設立貨棧，因而得名，相對於城內的舖（文市）。兼取交往之意。

### 早期東南亞的「公司」
「公司」或「會黨」（Kongsi）是東南亞華僑初到南洋形成的互助團體，與商業法中的「公司」沒有任何共同點，性質類似中國封建時代的「幫會」。「公司」一詞相信是譯自外語，原意除了商號的意思外，也有同伙、同伴、結社的意義，早期的東南亞華僑用「公司」來代表「幫會」，含義更接近商業法中所定義的「公司」。「公司」除了經營生意買賣之外，也有管理和協助「新客」，主持「公祠」的義務。和中國的「幫會」一樣，一些「公司」最終墮落成為私會黨（Kongsi gelap）。

### 今時今日的「公會」和「商會」
「公會」或「商會」通常是相同業務性質的業者聯合組織的團體，成員們擁有相同的目標，藉由分享彼此的情報和資訊，以謀求更大的利益和福利。「公會」或「商會」組織大多有制定行規、市場標準、資格認證等的規定。
除了業緣性的「同業公會」外，其它的社團組織還有血緣性的「宗親會馆」、地緣性的「同鄉會馆」、學緣性的「師生校友會」等。部份較大規模的「同業公會」、「宗親會馆」和「同鄉會馆」甚至有跨國界的聯誼大會。

## 另見
- 洋商、外商
- 儒商
- 台商

## 腳注
1. 1 2 3  . 《发展导报》. 2004年11月9日.[永久]
2. 1 2  . 世界华商网. （原始内容存档于2007-08-12）.
3. ↑  《易·復卦》：商旅不行。《說文》：賈，市也。《周禮·地官·司市》：以商賈阜貨而行市。《註》：行曰商，處曰賈。
4. ↑  鄭觀應《盛世危言·稅則》：華商既賄託洋商，則貨本較重，不増價則本虧，價增則華商之貨日滯，洋商之貨暢銷矣。
5. ↑  孫中山《上李鴻章書》：試觀南洋英属諸埠，其筑路之資大半為華商集股，利之所在，人共趨之。華商何厚於英属而薄於宗邦？
6. ↑  範文瀾《中國近代史·第七章》：以紡織業為例，據1896年的統計，中國境內共有紗廠十二家，四十一萬七千紗錠。外商五家占有十五萬八千紗錠，華商七家占有二十五萬九千紗錠。
7. ↑  康有為著有《答南北美洲諸華商論中國只可行立憲不可行革命書》
8. 1 2  . 国际纵横. 2003年7月29日.[永久]
9. 1 2 3  . U.S. Chinese Chamber of Commerce. （原始内容存档于2010-11-29）.
10. ↑  . 《韓經商業周刊》. 2005年11月28日. （原始内容存档于2013年5月17日）.
11. 1 2  . 沈阳侨务. 2008年1月16日. （原始内容存档于2012年5月12日）.
12. ↑  海基會. . 兩岸經貿網.
13. ↑  . 兩岸共同市場基金會.[永久]
14. 1 2  . 中國古代商業.   [2012-02-08]. （原始内容存档于2019-11-06）.
15. 1 2  . 中國古代商業.   [2012-02-09]. （原始内容存档于2020-09-26）.

## 外部連結
- 世界華商大會 （页面存档备份，存于）
- 世界華商會
- 世界華商組織聯盟 （页面存档备份，存于）
- 世界華商網絡 （页面存档备份，存于）